# 松尾将太郎
松尾 将太郎（まつお しょうたろう、1996年10月19日 - ）は、ジャパンラグビーリーグワンルリーロ福岡に所属するラグビーユニオン選手。

## プロフィール
- 福岡県出身[1]。
- ポジションはスタンドオフ(SO)。
- 身長 170cm、体重 83kg
- ニックネームはしょうたろう。
- U20日本代表に選ばれたことがある[2]。

## 来歴
小学3年生からラグビーを始めた。
2015年、東福岡高校卒業後、明治大学に入る。なお東福岡高校時代、副将を務めたことがある。
2019年、明治大学卒業後、NTTコミュニケーションズシャイニングアークスに加入。
2020年2月15日にジャパンラグビートップリーグ第5節宗像サニックスブルース戦に途中出場で公式戦初出場を果たす。
2022年7月、NTT再編に伴う新チーム浦安D-Rocks選手スコッドに選ばれた。
2024年8月、ルリーロ福岡に加入。